# Амасис II
Амасис II (на старогръцки: Ἄμασις), Ахмос или Яхмос (на древноегипетски: Аб-Мосе, Jenemibra Ahmose), е фараон от Двадесет и шеста династия на Древен Египет, управлявал през 570 – 526 г. пр.н.е.
Според гръцкия историк Херодот Ахмос (на гръцки: Амасис) е египтянин с нисък произход, който се издигнал в армията благодарение на уменията си. Много по-вероятно е обаче той да произхожда от египетската аристокрация или дори е възможно да е родственик на фараоните от 26-а Саитска династия. Ахмос се отличил като военачалник при походите в Нубия, бил командир на либийските наемници и заемал високо положение в двора. Той е начело на египетските войски, които се вдигат на бунт против фараона Априй през 570 г. пр.н.е., след катастрофалната експедиция срещу Кирена. Тогава започнала гражданска война между египетските войски, които издигнали Ахмос (Амасис) за фараон срещу Априй, подкрепен главно от наемниците – гърци, сирийци и др.
Първоначално Ахмос не приел титлата на фараон и се задоволил да бъде само съвместен управител с Априй в продължение на две години. В подновената след това борба окончателно победил Ахмос, въпреки подкрепата, която вавилонския цар Навуходоносор II оказал на Априй, нахлувайки с армията си в Египет през 568 – 7 г. пр.н.е. В продължение на пет месеца вавилонците плячкосвали по цялото поречие на Нил от Делтата до Тива, преди да се върнат обратно в Азия. След оттеглянето на вавилонците Априй бил заловен и убит (вероятно удушен), след което е погребан с фараонски почести по заповед на Ахмос, който също така се жени за неговата дъщеря, за да легитимизира напълно властта си.

## Управление
При управлението на Амасис II започва период на политическа стабилизация и икономическо възстановяване на Египетското царство, което било опустошено от наемнически бунтове, граждански войни и вражески набези. Амасис ограничава привилегиите на гръцките наемници, но продължава добрите отношения с елинските градове-държави. През неговото властване се доразвиват търговските и културните взаимоотношения между Египет и гръцкия свят. Въпреки че идва на трона в резултат от недоволството и бунта на националните египетски войски, Амасис поддържа про-гръцката политика на своите предшественици и до голяма степен неговата военна сила зависи от чуждестранните наемни войски.
Във външната политика фараонът се въздържа от военни действия в Предна Азия и сключва съюз с Кирена на запад. Амасис II става свидетел на последователното падение на могъщите царства Вавилон, Лидия и Медия, които в продължение само на няколко десетилетия едно след друго биват завладени от армиите на ахемедския цар на Персия Кир Велики. Това оставя Египетското царство без възможността да се осигури с достатъчно силен съюзник при евентуално нападение от страна на Персийската империя.
Последните години от управлението на Амасис II минават под знака на неговите напразни опити да избегне бъдеща война с персите. Когато на трона в Персия се възкачил Камбис II конфликтът с Египет станал неизбежен. Амасис II умира през 526 г. пр.н.е. и е наследен от Псамтик III, който управлява само шест месеца преди персийското завладяване на Египет.